# Hoeksch Lyceum
Het Hoeksch Lyceum is een openbare school, voor voortgezet onderwijs in Oud-Beijerland in de Zuid-Hollandse gemeente Hoeksche Waard. De school is onderdeel van Stichting De Hoeksche School. Ze biedt verschillende vormen in middelbaar onderwijs: mavo, havo, atheneum en gymnasium.

## Geschiedenis
Het voortgezet onderwijs in Oud-Beijerland heeft een lange voorgeschiedenis. In 1887 werd in het dorp een (M)ULO-school geopend die in 1907 als gemeentelijke school een openbaar karakter kreeg. Vanwege de opkomende industrialisatie in de Hoeksche Waard werd in 1906 een ambachtsschool gesticht. Na een lange politieke strijd kwam er in 1918 ook een Rijks-H.B.S.. Het schoolgebouw aan de H.B.S.-laan werd in 1920 gebouwd.
In 1994 kwam de Regionale Scholengemeenschap Hoeksche Waard tot stand. Dit betrof drie scholen:
- RSG Hoefsmid (havo, atheneum, gymnasium)
- RSG Koninginneweg (vmbo)
- Openbare mavo de Buitensluis (vmbo)

In 2011 kreeg RSG Hoefsmid de naam Hoeksch Lyceum en de RSG Koninginneweg werd het Actief College.

## Bekende oud-leerlingen
- Jort Kelder
- Roelof Hemmen
- Ria Visser
- Kristie Boogert
- Esmee Brugts